# Burcht Reichenberg
De Burcht Reichenberg (Duits: Burg Reichenberg) is een middeleeuwse burcht boven de plaats Reichenberg in de Rhein-Lahn-Kreis, Rijnland-Palts.
Sinds 2002 is de burcht onderdeel van het UNESCO werelderfgoed Boven Midden-Rijndal. Wegens de ligging in het Hasenbachdal achter Sankt Goarshausen is de burcht relatief onbekend. Desondanks is het een van de meest bijzondere burchtcomplexen van de deelstaat.

## Geschiedenis

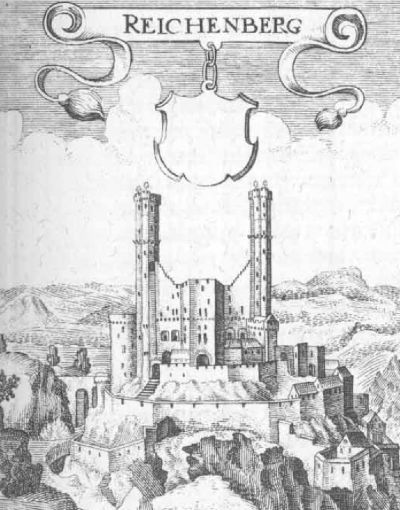
De burcht in Topographia Hassiae van Matthäus Merian 1655

De bouwheren van burcht waren de graven van Katzenelnbogen, die zich van ondervoogden ontwikkelden tot een van de machtigste gravengeslachten van de Duitse middeleeuwen. Onder graaf Willem I werd in 1319 begonnen met de bouw en tijdens zijn dood in 1331 waren slechts de bewoonbare schildmuur met de beide 40 meter hoge flankeringstorens, de oostelijke voorburcht en de fundamenten van de westelijke hoofdburg voltooid. In 1352 werd de burcht gedeeld door de erfgenamen Eberhard en Willem II van Katzenelnbogen. Graaf Willem II van Katzenelnbogen wijzigde het oorspronkelijke bouwconcept en liet zijn burcht op het terrein van de voorburcht verrijzen. Tot 1358 werd een ruime behuizing gebouwd met voor de verdediging kazematten naar het oosten en zuiden, de oudste van Duitsland. Door vererving ging de burcht in 1479 over in handen van het graafschap Hessen-Rotenburg.
Na een belegering werd de burcht in de jaren 1649-1651 gerestaureerd. Het bouwwerk verloor daarna echter al snel de militaire waarde en werd alleen nog als bestuurszetel gebruikt. Tot 1806 was Reichenberg een Hessische vesting; het complex werd in 1821 ter afbraak verkocht aan Moses Aron. De archivaris en liefhebber van burchten Friedrich Gustav Habel verwierf het gebouw in 1836 en droeg aanmerkelijk bij aan de instandhouding. Een volgende eigenaar, baron Wolfgang von Oettingen, liet een nieuw woongebouw in historische stijl neerzetten. Tot 1956 was de familie Von Oettingen de burchteigenaar, die veel heeft gedaan om het bouwwerk voor de toekomst te behouden.
Het drie verdiepingen tellende, halfronde woongebouw kent voor Midden-Europa ongewone zuilenconstructies en heeft architectonische details, die op de Syrische kruisvaardersburchten teruggaan. Nadat in 1814 al de ene toren van de schildmuur wegens instortingsgevaar moest worden opgeblazen, stortte in 1971 ook de tweede toren in. Ook een deel van het hoofdgebouw stortte in, zodat tegenwoordig de tussenverdiepingen ontbreken. Staalconstructies moesten de burcht tegen verder verval beschermen.
In 2010 werd de burcht voor € 561.000 gekocht door een ondernemer uit het Roergebied. Bij het goed horen naast de burcht en het woonhuis nog 80 stukken grond. De hoop bestaat dat de nieuwe eigenaar zich zal inzetten voor het behoud van de ruïne.